# Euphaedra judith
Euphaedra judith är en fjärilsart som beskrevs av Gustav Weymer 1892. Euphaedra judith ingår i släktet Euphaedra och familjen praktfjärilar. Inga underarter finns listade i Catalogue of Life.